# Plešec
Plešec je vrchol nacházející se v Brdské vrchovině v postranním hřebeni, vybíhajícím z hory Malý Tok (844 m) východním směrem.
Poměrně výrazná hora se zvedá příkře nad Rožmitálskou kotlinou cca 2 km na SV od obce Nepomuk (u Rožmitálu pod Třemšínem). Jeho úpatím prochází veřejná komunikace z obce Láz právě do Nepomuku.
Je to nejvyšší brdská hora, která byla zpřístupněna (o víkendu a svátcích) veřejnosti na území vojenského újezdu Brdy. V blízkosti vrcholu vede i značená cyklostezka č.8190.
Spolu s Čihadlem (705 m), Bílou skálou (722 m) a Malým Tokem uzavírá z jihu zalesněné údolí, v němž pramení Litavka a nachází se Lázská nádrž.
Přístup: od obce Nepomuk (u Rožmitálu p.T.) po cyklostezce nebo v protisměru od obce Láz.

## Galerie

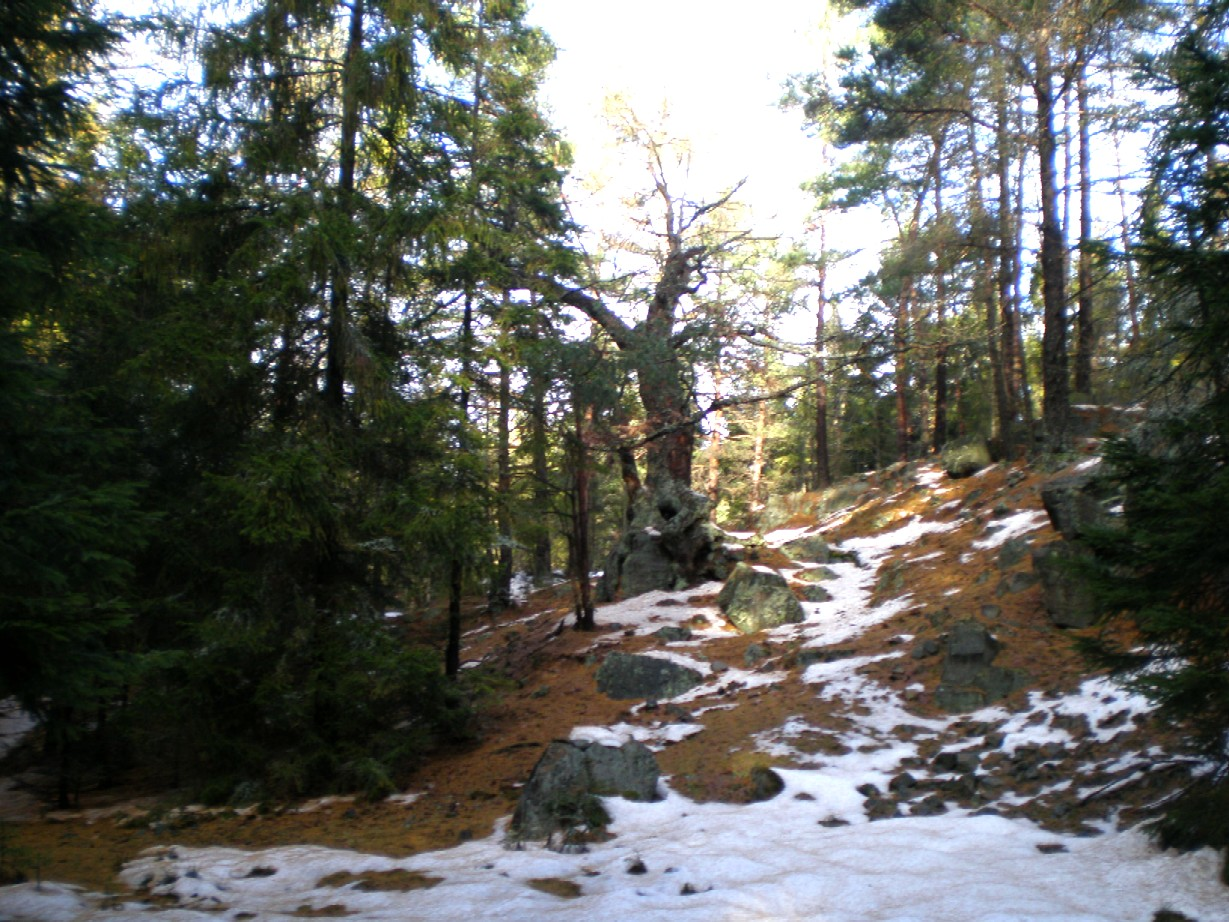
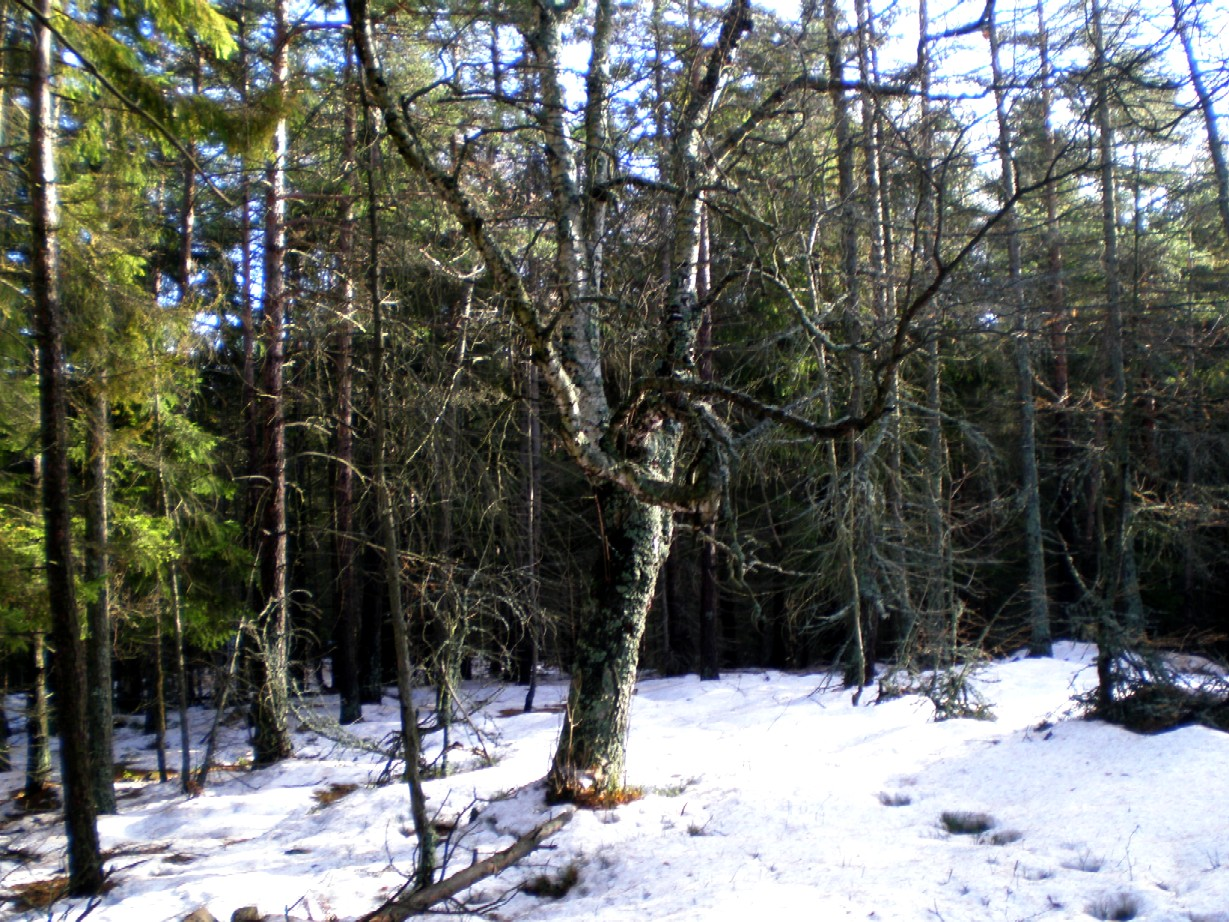
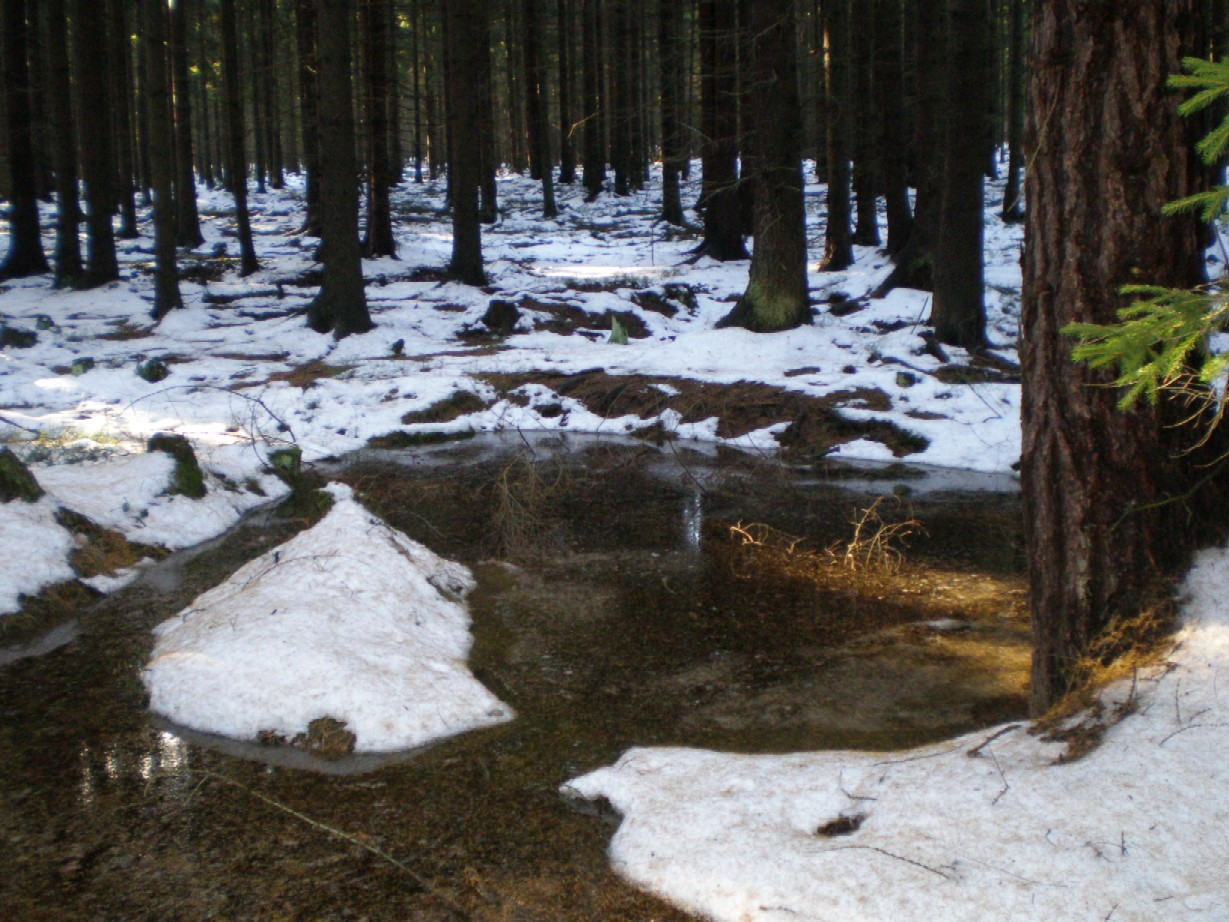